# Peter Barham
Peter Barham (* 25. Oktober 1950) ist ein emeritierter Physikprofessor an der University of Bristol (Großbritannien) und Gastprofessor in Molekulargastronomie an der Königlichen Veterinär- und Landwirtschaftsuniversität in Kopenhagen (Dänemark).
Barham forscht auf dem Gebiet der Polymerphysik, daneben interessiert er sich für den Schutz von Pinguinen, insbesondere die automatisierte Erkennung von Einzelexemplaren mit von ihm entwickelten Flossenbändern, die auf der Basis von Silikon hergestellt werden.
Barham hat an der Entwicklung der Molekularküche mitgearbeitet und zu diesem Thema das Buch The Science of Cooking veröffentlicht (deutsch: Die letzten Geheimnisse der Kochkunst). Er arbeitete mit einer Reihe von bekannten Köchen zusammen, unter anderem mit Heston Blumenthal, ebenfalls Förderer der Molekularküche und Eigentümer des Sterne-Restaurants The Fat Duck in Bray (Berkshire, England).
Im Jahre 2003 erhielt Barham die Kelvin-Medaille des Institute of Physics für seine Verdienste um die Förderung des Interesses der Öffentlichkeit an der Physik.
Barham ist Mitherausgeber von Flavour, einem 2012 ins Leben gerufenen Online-Journal, das interdisziplinäre Artikel zur Erzeugung und Wahrnehmung von Geschmack und seinem Einfluss auf Verhalten und Ernährung publiziert.

## Veröffentlichungen
- The Science of Cooking. 2000, ISBN 3-540-67466-7 (dt.: Die letzten Geheimnisse der Kochkunst: Hintergründe – Rezepte – Experimente. 2003, ISBN 3-540-00908-6.)